# James V. Spignesi Jr Wildlife Management Area
Das ehemalige Pudding Hill Wildlife Management Area in der Gemeinde Hampton wurde 1999 umbenannt in James V. Spignesi Jr Wildlife Management Area. Es ist ein Schutzgebiet im US-Bundesstaat Connecticut.

## Name
Das Schutzgebiet wurde nach einem DEP-Officer (Department of Energy and Environmental Protection) benannt, der bei einem Jagdunfall tödlich verwundet wurde.

## Geographie
Das Schutzgebiet besteht aus zwei Parzellen, die durch die Connecticut Route 97 getrennt werden. Die westliche Parzelle wird nach Westen teilweise von der Brook Road begrenzt und stößt im Süden an die Gemeinde Scotland. Die östliche Parzelle grenzt an die Route 97, die von Nord nach Süd entlang des Höhenzuges des Pudding Hill verläuft, und wird im Osten durch den gewundenen Lauf des Downing Brook und seiner kleinen Zuflüsse abgeschlossen. Die beiden Bäche entwässern nach Süden zum Shetucket River.
Die nächstgelegenen State Parks sind Mohegan State Forest im Süden und Beaver Brook State Park im Westen.